# Am386
L'Am386 è un microprocessore x86 prodotto da AMD e messo in commercio nel 1991. I milioni di unità vendute da AMD con questo clone compatibile al 100% con l'Intel 80386 diedero all'azienda una posizione di piena concorrenza con Intel piuttosto che di produttore licenziatario.
Nonostante il processore fosse pronto per la distribuzione prima del 1991, Intel lo tenne fermo in tribunale: AMD era stata in precedenza un produttore dei chip con design di Intel su licenza della stessa, su richiesta di IBM; AMD interpretava il contratto come valido per tutti i processori di Intel, questa solo per quelli precedenti all'80386 (escluso). Dopo alcuni anni di processo, AMD vinse la causa e diffuse il suo Am386. Questo evento spezzò il monopolio di Intel e diede una spinta verso il basso al costo dei computer.
Mentre le CPU di Intel avevano una frequenza di clock di 33 MHz, AMD mise in commercio le versioni 386SX e 386DX a 40 MHz, donando altra longevità all'architettura. L'AMD 386DX-40 era molto popolare tra i piccoli produttori di PC cloni e gli appassionati attenti al proprio portafoglio, perché il 386DX-40 raggiungeva o addirittura superava il 486SX-25 in molti benchmark nonostante il costo minore, e aveva picchi superiori addirittura al 486DX-33 in molte applicazioni pratiche. Questo soprattutto a causa del FSB a piena velocità, mentre il 486 più veloce del momento non aveva un bus che superasse i 33 MHz. Le prestazioni nel calcolo in virgola mobile potevano essere migliorate con l'aggiunta di un poco costoso coprocessore matematico 387DX, ma non si avvicinavano comunque in nessun caso a quelle di un 486DX, rendendo il 386DX una cattiva scelta per le applicazioni in 3D o per il CAD. Questi erano comunque settori di nicchia nei primi anni novanta, e il processore vendette bene, prima come processore di fascia media, poi bassa. Anche se soffriva sotto il peso di Windows 95, il processore fu venduto alla metà degli anni '90 sia embedded che su schede madri di fascia bassa per coloro che fossero interessati solo a MS-DOS o a Windows 3.1. Tuttavia, proprio alcune diversità di progettazione, quali per l'appunto la differenza di velocità nel FSB permetteva un'esecuzione fluida di Windows 95 (servizi di rete inclusi), se confrontata con quella che si poteva ottenere su un processore Intel di pari fascia commerciale e di produzione.